# Округ Ален (Канзас)
Округ Ален (енгл. Allen County) је округ у америчкој савезној држави Канзас. По попису из 2010. године број становника је 13.371. Седиште округа је град Ајола.

## Демографија
Према попису становништва из 2010. у округу је живело 13.371 становника, што је 1.014 (7,0%) становника мање него 2000. године.
| Група             | 2000.          | 2010.          |
| Белци             | 13.516 (94,0%) | 12.285 (91,9%) |
| Афроамериканци    | 234 (1,6%)     | 249 (1,9%)     |
| Азијати           | 38 (0,3%)      | 68 (0,5%)      |
| Хиспаноамериканци | 278 (1,9%)     | 392 (2,9%)     |
| Укупно            | 14.385         | 13.371         |